# Handel (film)
Handel (oryg. Trade) – niemiecko-amerykański dramat filmowy z 2007, wyreżyserowany przez Marco Kreuzpaintnera i wyprodukowany przez Rolanda Emmericha i Rosilyn Heller. Premiera filmu odbyła się 23 stycznia 2007 podczas Festiwalu Filmowego w Sundace. Scenariusz filmu oparty jest na artykule prasowym Petera Landesmana The Girls Next Door o handlu ludźmi i przymuszonej prostytucji, który ukazał się na pierwszej stronie The New York Times Magazine 24 stycznia 2004 roku.

## Obsada
- Kevin Kline – Ray Sheridan
- Cesar Ramos – Jorge
- Alicja Bachleda-Curuś – Veronica
- Paulina Gaitan – Adriana
- Marco Pérez – Manuelo
- Linda Emond – Patty Sheridan
- Zack Ward – Alex Green
- Kate del Castillo – Laura
- Tim Reid – Hank Jefferson
- Pavel Lychnikoff – Vadim Youchenko
- Natalia Traven – Lupe

## Opis fabuły
Kiedy 13-letnia Adriana (Paulina Gaitan) zostaje porwana przez gang zajmujący się handlem ludźmi w celach seksualnych w Meksyku, jej 17-letni brat Jorge (Cesar Ramos) podejmuje desperacką walkę o jej odzyskanie. W tym samym czasie młoda Polka, Veronica (Alicja Bachleda-Curuś) zostaje uprowadzona na lotnisku przez ten sam gang. Veronica i Adriana pomimo trudności w porozumieniu się (obie ledwo znają angielski) zbliżają się do siebie.
Jorge, śledząc porywaczy siostry, przezwycięża wiele przeciwności losu oraz poznaje Raya (Kevin Kline), oficera federalnego z Nowego Meksyku, który staje się sojusznikiem chłopca. Para jest na tropie gangu, podczas gdy grupka porwanych osób jest przetransportowana z Meksyku przez zdradliwą granicę wzdłuż Rio Grande do New Jersey na miejsce ich sprzedaży poprzez aukcję internetową.

## Nagrody i nominacje
Deutscher Filmpreis
- Najlepszy dźwięk – Dirk Jacob, Dominik Schleier, Martin Steyer, Pawel Wdowczak
- nominacja: najlepsze zdjęcia – Daniel Gottschalk
- nominacja: najlepszy montaż – Hansjörg Weißbrich

Golden Trailer Awards
- Najlepszy międzynarodowy plakat

Hessian Film Award
- Kino dla Pokoju – Roland Emmerich, Marco Kreuzpaintner

Munich Film Festival
- Nagroda Bernharda Wicka – Marco Kreuzpaintner
- Nagroda CineMerit – Kevin Kline